# La Belote de Ture Bloemkuul
La Belote de Ture Bloemkuul (titre anglais : Ture Bloemkuul's Pinocle) est un film belge réalisé par Émile-Georges De Meyst et Jean-Louis Colmant, sorti en 1956. 
Ce film a été inspiré par des Histoires bruxelloises de Virgile dans le journal Pourquoi Pas ?.

## Synopsis
Un groupe d'amis se réunit dans un café et discute.

## Fiche technique
- Titre original : La Belote de Ture Bloemkuul
- Titre en néerlandais : Ture Bloemkuul's Pinocle
- Réalisation : Émile-Georges De Meyst et Jean-Louis Colmant
- Scénario : Noël Barcy et Émile-Georges De Meyst
- Directeur de la photographie : Bob Sentroul
- Pays d'origine :  Belgique
- Durée : 75 minutes
- Format : Noir et blanc   - Mono
- Genre : Comédie

## Distribution
- J. Antoine
- Mony Doll
- Yetta Ferra
- Alex Mondose
- Marcel Roels
- Clémy Temple
- Roger Verbor
- Lily Vernon